# Hacılar (Gədəbəy)
Hacılar è un comune dell'Azerbaigian situato nel distretto di Gədəbəy. Conta una popolazione di 2 156 abitanti.